# Bellenberg
Bellenberg este o comună din landul Bavaria, Germania.